# Поездка Брюнхильд в Хель
«Поездка Брюнхильд в Хель» (исл. Helreið Brynhildar) — одно из сказаний древнескандинавского «Королевского кодекса», входящее в состав «Старшей Эдды». Его причисляют к «песням о героях» и к «героическим элегиям». Главная героиня здесь — Брюнхильд, которая после самоубийства попадает в Хельхейм и рассказывает о своей судьбе встретившей её великанше. Она заявляет, что никогда больше не расстанется с Сигурдом.
Исследователи относят «Поездку» к наиболее поздним сказаниям «Старшей Эдды». Брюнхильд здесь отождествлена с валькирией, которая спала чудесным сном и была разбужена Сигурдом.